# Palazzo De' Bianchi
Il Palazzo De' Bianchi è un edificio storico in stile rococò situato all'angolo tra via Santo Stefano e via De' Coltelli a Bologna, in Emilia-Romagna. 
Il palazzo senatorio, del XVIII secolo, è detto anche Palazzo Raineri Biscia e Palazzo Calari Corticelli ed include un giardino.

## Storia e descrizione
L'edificio fu eretto su progetto di Giuseppe Antonio Ambrosi nel 1746. 
Nello scalone si trovano statue allegoriche di Domenico Piò (1749). 
Al piano nobile sono presenti una piccola scala e una galleria "all'antica" progettata e firmata da Carlo Bianconi (1772) o, secondo altre fonti, di Raimondo Compagnini, con stucchi del Piò e affreschi di Domenico Pedrini, Petronio Fancelli, Flaminio Minozzi.

## Galleria d'immagini

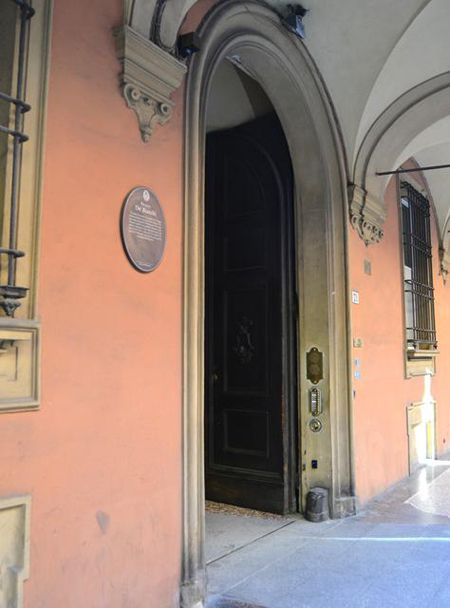
L'ingresso
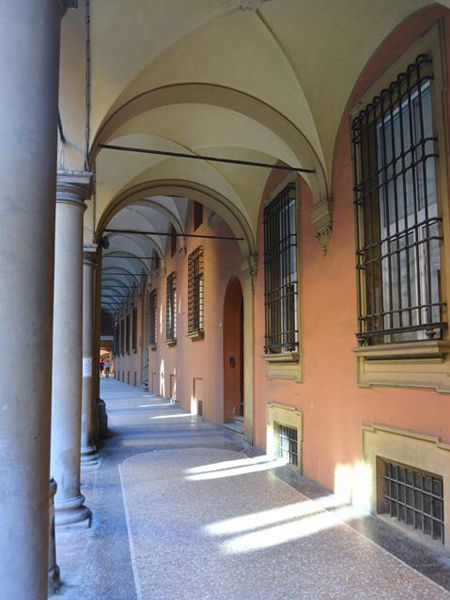
Il portico
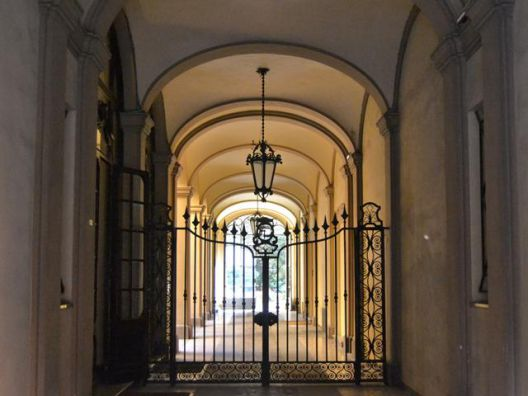
L'atrio
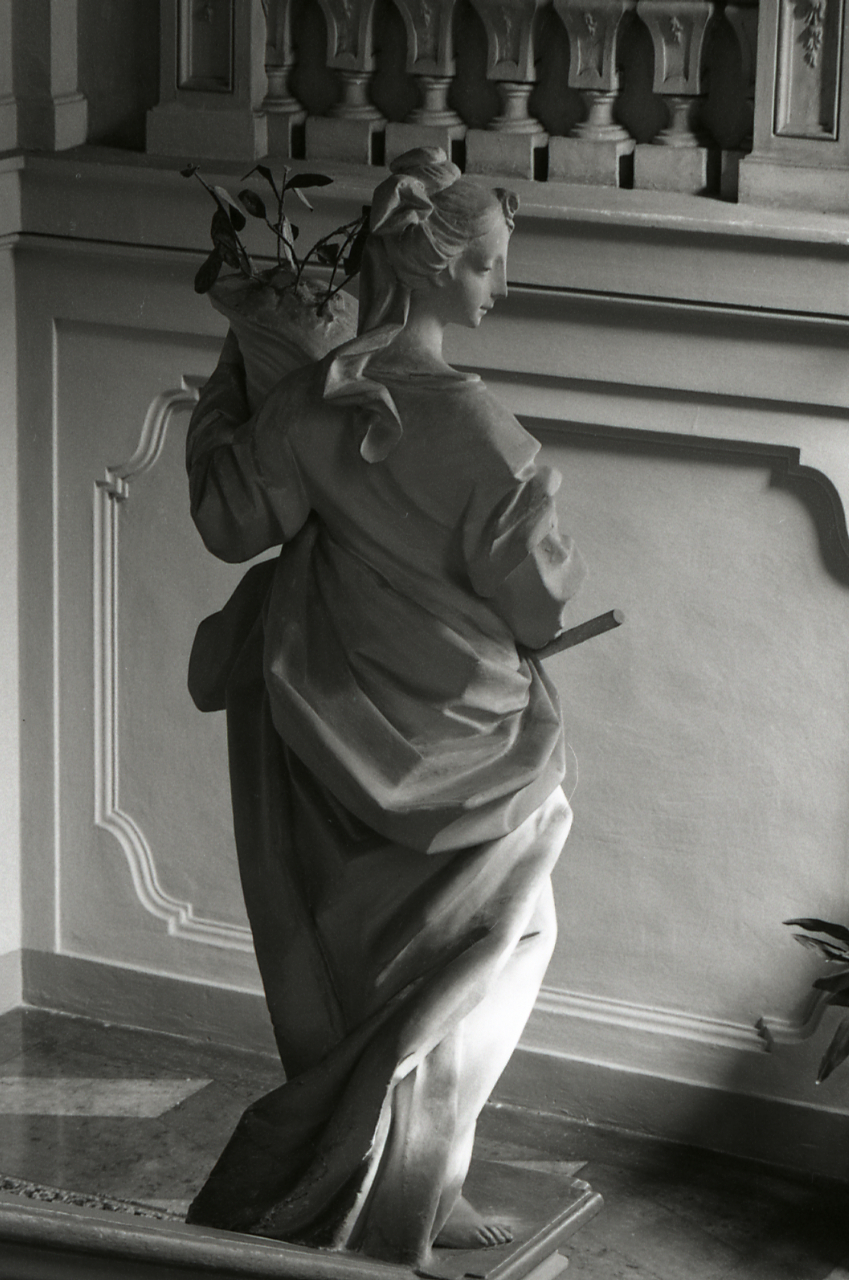
Scultura di Domenico Piò nello scalone